# Abralia
Abralia is een geslacht van inktvissen uit de  familie van de Enoploteuthidae.

## Soorten
- Ondergeslacht Abralia (Abralia) Gray, 1849
  - Abralia (Abralia) armata (Quoy & Gaimard, 1832)
  - Abralia (Abralia) multihamata Sasaki, 1929
  - Abralia (Abralia) renschi Grimpe, 1931
  - Abralia (Abralia) spaercki Grimpe, 1931
  - Abralia (Abralia) steindachneri Weindl, 1912
- Ondergeslacht Abralia (Asteroteuthis) Pfeffer, 1908
  - Abralia (Asteroteuthis) veranyi Rüppell, 1844
- Ondergeslacht Abralia (Astrabralia) Nesis & Nikitina, 1987
  - Abralia (Astrabralia) astrolineata Berry, 1914
  - Abralia (Astrabralia) astrosticta Berry, 1909
- Ondergeslacht Abralia (Enigmoteuthis) Adam, 1973
  - Abralia (Enigmoteuthis) dubia Adam, 1960
  - Abralia (Enigmoteuthis) fasciolata Tsuchiya, 1991
  - Abralia (Enigmoteuthis) marisarabica Okutani, 1983
- Ondergeslacht Abralia (Heterabralia) Tsuchiya & Okutani, 1988
  - Abralia (Heterabralia) andamanica Goodrich, 1896
  - Abralia (Heterabralia) heminuchalis Burgess, 1992
  - Abralia (Heterabralia) robsoni Grimpe, 1931
  - Abralia (Heterabralia) siedleckyi Lipinski, 1983
  - Abralia (Heterabralia) trigonura Berry, 1913
- Ondergeslacht Abralia (Pygmabralia) Nesis, 1987
  - Abralia (Pygmabralia) grimpei Voss, 1959
  - Abralia (Pygmabralia) omiae Hidaka & Kubodera, 2000
  - Abralia (Pygmabralia) redfieldi Voss, 1955
  - Abralia (Pygmabralia) similis Okutani & Tsuchiya, 1987

### Synoniem
- Abralia (Nepioteuthion) lonnbergi Pfeffer, 1912 => Abraliopsis (Abraliopsis) morisii (Verany, 1839)
- Abralia (Nepioteuthion) mediterranea Pfeffer, 1912 => Abraliopsis (Abraliopsis) morisii (Verany, 1839)
- Abralia andamanica Goodrich, 1896 => Abralia (Heterabralia) andamanica Goodrich, 1896
- Abralia armata (Quoy & Gaimard, 1832) => Abralia (Abralia) armata (Quoy & Gaimard, 1832)
- Abralia astrolineata Berry, 1914 => Abralia (Astrabralia) astrolineata Berry, 1914
- Abralia astrosticta Berry, 1909 => Abralia (Astrabralia) astrosticta Berry, 1909
- Abralia dubia (Adam, 1960) => Abralia (Enigmoteuthis) dubia Adam, 1960
- Abralia fasciolata Tsuchiya, 1991 => Abralia (Enigmoteuthis) fasciolata Tsuchiya, 1991
- Abralia grimpei Voss, 1959 => Abralia (Pygmabralia) grimpei Voss, 1959
- Abralia heminuchalis Burgess, 1992 => Abralia (Heterabralia) heminuchalis Burgess, 1992
- Abralia marisarabica Okutani, 1983 => Abralia (Enigmoteuthis) marisarabica Okutani, 1983
- Abralia multihamata Sasaki, 1929 => Abralia (Abralia) multihamata Sasaki, 1929
- Abralia omiae Hidaka & Kubodera, 2000 => Abralia (Pygmabralia) omiae Hidaka & Kubodera, 2000
- Abralia redfieldi Voss, 1955 => Abralia (Pygmabralia) redfieldi Voss, 1955
- Abralia renschi Grimpe, 1931 => Abralia (Abralia) renschi Grimpe, 1931
- Abralia robsoni Grimpe, 1931 => Abralia (Heterabralia) robsoni Grimpe, 1931
- Abralia siedleckyi Lipinski, 1983 => Abralia (Heterabralia) siedleckyi Lipinski, 1983
- Abralia similis Okutani & Tsuchiya, 1987 => Abralia (Pygmabralia) similis Okutani & Tsuchiya, 1987
- Abralia spaercki Grimpe, 1931 => Abralia (Abralia) spaercki Grimpe, 1931
- Abralia steindachneri Weindl, 1914 => Abralia (Abralia) steindachneri Weindl, 1912
- Abralia trigonura Berry, 1913 => Abralia (Heterabralia) trigonura Berry, 1913
- Abralia veranyi (Rüppell, 1844) => Abralia (Asteroteuthis) veranyi Rüppell, 1844
- Abralia (Compsoteuthis) Pfeffer, 1900 => Abralia (Astrabralia) Nesis & Nikitina, 1987
- Abralia (Compsoteuthis) jattai Pfeffer, 1912 => Abraliopsis (Abraliopsis) morisii (Verany, 1839)
- Abralia (Compsoteuthis) nishikawae Pfeffer, 1912 => Watasenia scintillans (Berry, 1911)
- Abralia (Micrabralia) Pfeffer, 1900 => Abraliopsis (Micrabralia) Pfeffer, 1900
- Abralia (Micrabralia) affinis Pfeffer, 1912 => Abraliopsis (Pfefferiteuthis) affinis (Pfeffer, 1912)
- Abralia (Stenabralia) Grimpe, 1931 => Abralia (Abralia) Gray, 1849
- Abralia (Stenabralia) lucens Voss, 1963 => Abralia (Abralia) multihamata Sasaki, 1929
- Abralia (Stenabralia) renschi Grimpe, 1931 => Abralia (Abralia) renschi Grimpe, 1931
- Abralia gilchristi Robson, 1924 => Abraliopsis (Micrabralia) gilchristi Robson, 1924
- Abralia japonica Ishikawa, 1929 => Watasenia scintillans (Berry, 1911)
- Abralia jattai Pfeffer, 1912 => Abraliopsis (Abraliopsis) morisii (Verany, 1839)
- Abralia lineata Goodrich, 1896 => Abraliopsis (Micrabralia) lineata Goodrich, 1896
- Abralia lonnbergi Pfeffer, 1912 => Abraliopsis (Abraliopsis) morisii (Verany, 1839)
- Abralia lucens Voss, 1962 => Abralia (Abralia) multihamata Sasaki, 1929
- Abralia mediterranea Pfeffer, 1912 => Abraliopsis (Abraliopsis) morisii (Verany, 1839)
- Abralia megalops Verrill, 1882 => Ancistrocheirus lesueurii (d'Orbigny [in Férussac & d'Orbigny], 1842)
- Abralia pfefferi (Joubin, 1896) => Abraliopsis (Abraliopsis) morisii (Verany, 1839)